# طوني مارتين
طوني مارتين (بالألمانية: Tony Hans-Joachim Martin) مواليد 23 أبريل 1985 في كوتبوس، ألمانيا الشرقية، هو دراج ألماني في صنف سباق الدراجات على الطريق ضمن فريق أوميغا فارما كويك ستيب Omega Pharma-Quick Step. بدأ مسيرته الاحترافية عام 2008.

## الفرق
- تيم هاي رود (2008-2011)
- أوميغا فارما - كويك ستيب (منذ 2012)

### السباقات

#### الطوافات الكبرى
| المسابقة          | الفريق                   | ترتيب عام           | عدد المراحل المربوحة | إنجازات أخرى |
| ----------------- | ------------------------ | ------------------- | -------------------- | ------------ |
| طواف فرنسا 2011   | تيم هاي رود              | 44                  | 1                    |              |
| طواف فرنسا 2013   | أوميغا فارما - كويك ستيب | 106                 | 1                    |              |
| طواف إسبانيا 2011 | أوميغا فارما - كويك ستيب | انسحب في المرحلة 19 | 1                    |              |

#### طوافات أخرى
| المسابقة                   | الفريق                                 | ترتيب عام |
| -------------------------- | -------------------------------------- | --------- |
| طواف إينيكو 2010           | تيم هاي رود                            | 1         |
| طواف ألغارفي (2011 و 2013) | تيم هاي رود و أوميغا فارما - كويك ستيب | 1         |
| باريس-نيس 2011             | تيم هاي رود                            | 1         |
| طواف بيجين (2011 و 2012)   | تيم هاي رود و أوميغا فارما - كويك ستيب | 1         |
| طواف بلجيكا (2012 و 2013)  | أوميغا فارما - كويك ستيب               | 1         |

### المسابقات الدولية

#### بطولة العالم
| المسابقة                                                       | الفريق                           | ترتيب عام |
| -------------------------------------------------------------- | -------------------------------- | --------- |
| دورة 2011 - سباق ضد الساعة                                     | ألمانيا                          | 1         |
| دورة 2012 - سباق ضد الساعة فردي دورة 2012 - سباق ضد الساعة فرق | ألمانيا · أوميغا فارما كويك ستيب | 1 1       |
| دورة 2013 - سباق ضد الساعة فردي دورة 2012 - سباق ضد الساعة فرق | ألمانيا · أوميغا فارما كويك ستيب | 1 1       |
| دورة 2009 - سباق ضد الساعة                                     | ألمانيا                          | 1         |
| دورة 2010 - سباق ضد الساعة                                     | ألمانيا                          | 1         |
| دورة 2011 - سباق ضد الساعة                                     | ألمانيا                          | 1         |

#### الألعاب الأولمبية
| المسابقة                        | الفريق  | ترتيب عام |
| ------------------------------- | ------- | --------- |
| دورة لندن 2012 - سباق ضد الساعة | ألمانيا | 2         |

## روابط خارجية
- طوني مارتين على موقع الاتحاد الدولي للدراجات (الإنجليزية)
- طوني مارتين على موقع أرشيف الدراجات (الإنجليزية)
- طوني مارتين على موقع إحصائيات الدراجات الإحترافية (الإنجليزية)
- طوني مارتين على موقع نسبة الدراجات (الإنجليزية)
- طوني مارتين على موقع CycleBase (الإنجليزية)
- طوني مارتين على موقع أوليمبيديا (الإنجليزية)
- طوني مارتين على موقع اللجنة الأولمبية الألمانية (الألمانية)